# Bailando por un sueño Kids
Bailando por un Sueño Argentina Kids, más conocido como Bailando Kids, fue un reality show de baile argentino como segmento del programa Showmatch, y es la versión para niños del polémico reality show de baile Bailando por un sueño Argentina, en donde, a diferencia de la versión de adultos, participaron solamente parejas conformadas por niños (de 7 a 13 años) los cuales fueron calificados por un jurado de reconocidas figuras de la industria del entretenimiento. 
Fue conducido por Marcelo Tinelli (en los tres primeros capítulos) y José María Listorti, mientras que el jurado fue conformado por las actrices y bailarinas Reina Reech y Carmen Barbieri (en la gran final fue reemplazada por la bailarina y coreógrafa Valeria Archimó), el comediante y también actor Miguel Ángel Cherutti; y la bailarina y coreógrafa Laura Fidalgo. 
Los ganadores de la primera y única edición de este programa especial son Pedro Maurizi y Candela Rodríguez, ambos de 9 años.

## Concursantes
| Niño                | Edad | Niña                 | Edad | Procedencia            | Ritmo         | Puesto alcanzado                       | Sent. |
| ------------------- | ---- | -------------------- | ---- | ---------------------- | ------------- | -------------------------------------- | ----- |
| Pedro Maurizi       | 9    | Candela Rodríguez    | 9    | Ciudad de Buenos Aires | Cuarteto      | Ganadores del Bailando Kids            | 1     |
| Facundo Pérez       | 11   | Juliana Mansilla     | 10   | Chaco                  | Cuarteto      | Sub-Campeones del Bailando Kids        | 0     |
| Agustín Pierobón    | 12   | Paula Bosch          | 11   | Córdoba                | Cuarteto      | Finalistas del Bailando Kids           | 0     |
| Facundo Oviedo      | 10   | Florencia Custiriano | 7    | Rosario                | Cuarteto      | Finalistas del Bailando Kids           | 0     |
| Rodrigo Folino      | 11   | Bianca Santia        | 9    | Mar del Plata          | Cuarteto      | Finalistas del Bailando Kids           | 1     |
| Augusto Fernández   | 11   | Valentina Balbi      | 11   | Corrientes             | Cuarteto      | Finalistas del Bailando Kids           | 1     |
| Joaquín Alfonso     | 10   | Clarisa Souto        | 9    | Uruguay                | Cuarteto      | Finalistas del Bailando Kids           | 2     |
| Ramiro Bassi        | 12   | Florencia Cosoli     | 12   | Mendoza                | Cuarteto      | Finalistas del Bailando Kids           | 2     |
| Matías Pérez        | 10   | Zaira Fuentecilla    | 9    | Córdoba                | Cuarteto      | Finalistas del Bailando Kids           | 2     |
| Matías Pérez        | 10   | Zaira Fuentecilla    | 9    | Córdoba                | Cumbia        | 5.ª Pareja eliminada del Bailando Kids | 2     |
| Cristian Hinni      | 10   | Valentina Rodríguez  | 9    | Trenque Lauquen        | Disco         | 7.ª Pareja eliminada del Bailando Kids | 3     |
| Iván Padín          | 10   | Julieta Sacher       | 9    | Olavarría              | Disco         | 6.ª Pareja eliminada del Bailando Kids | 3     |
| Franco García       | 10   | Agostina Payrola     | 10   | Tucumán                | Cumbia        | 4.ª Pareja eliminada del Bailando Kids | 1     |
| Aarón Lorenzo       | 9    | Julieta Demir        | 11   | Salta                  | Rock and Roll | 3.ª Pareja eliminada del Bailando Kids | 2     |
| Facundo de los Ríos | 12   | Florencia Sarmiento  | 12   | San Juan               | Axé           | 2.ª Pareja eliminada del Bailando Kids | 1     |
| Ignacio Molina      | 11   | Magalí Carrillo      | 9    | Tandil                 | Reguetón      | 1.ª Pareja eliminada del Bailando Kids | 1     |

## Reglamento
Las reglas de este concurso son igual a las de Bailando por un sueño, excepto en la gala final en la cual 9 parejas bailaron al ritmo del cuarteto y solo uno de los jurados daba el puntaje, mientras que la votación de los otros 3 jurados se conoció al final del programa, luego de que todas las parejas bailaran. Finalmente, se dio por ganadora no a la pareja más votada por el público sino que los ganadores se definieron al conocer el puntaje más alto por parte del jurado.

## Resultados generales
| Martín        | Continúa    | Continúa     | Continúa    | Continúa    | Sentenciado | Campeón    |  |  |  |  |  |  |  |  |  |  |  |  |  |  |  |  |  |  |  |  |  |  |  |  |  |  |  |  |  |  |  |  |  |  |  |  |  |  |  |  |  |  |  |  |  |  |  |  |  |  |  |  |  |  |
| Hiago         | Continúa    | Continúa     | Continúa    | Continúa    | Continúa    | Subcampeón |  |  |  |  |  |  |  |  |  |  |  |  |  |  |  |  |  |  |  |  |  |  |  |  |  |  |  |  |  |  |  |  |  |  |  |  |  |  |  |  |  |  |  |  |  |  |  |  |  |  |  |  |  |  |
| Catherine     | Continúa    | Continúa     | Continúa    | Continúa    | Continúa    | Finalista  |  |  |  |  |  |  |  |  |  |  |  |  |  |  |  |  |  |  |  |  |  |  |  |  |  |  |  |  |  |  |  |  |  |  |  |  |  |  |  |  |  |  |  |  |  |  |  |  |  |  |  |  |  |  |
| Daniel        | Continúa    | Continúa     | Continúa    | Continúa    | Continúa    | Finalista  |  |  |  |  |  |  |  |  |  |  |  |  |  |  |  |  |  |  |  |  |  |  |  |  |  |  |  |  |  |  |  |  |  |  |  |  |  |  |  |  |  |  |  |  |  |  |  |  |  |  |  |  |  |  |
| Florencia     | Continúa    | Continúa     | Continúa    | Sentenciada | Continúa    | Finalista  |  |  |  |  |  |  |  |  |  |  |  |  |  |  |  |  |  |  |  |  |  |  |  |  |  |  |  |  |  |  |  |  |  |  |  |  |  |  |  |  |  |  |  |  |  |  |  |  |  |  |  |  |  |  |
| Jonnhy        | Continúa    | Continúa     | Continúa    | Sentenciado | Continúa    | Finalista  |  |  |  |  |  |  |  |  |  |  |  |  |  |  |  |  |  |  |  |  |  |  |  |  |  |  |  |  |  |  |  |  |  |  |  |  |  |  |  |  |  |  |  |  |  |  |  |  |  |  |  |  |  |  |
| Marcelo       | Continúa    | Continúa     | Sentenciado | Continúa    | Sentenciado | Finalista  |  |  |  |  |  |  |  |  |  |  |  |  |  |  |  |  |  |  |  |  |  |  |  |  |  |  |  |  |  |  |  |  |  |  |  |  |  |  |  |  |  |  |  |  |  |  |  |  |  |  |  |  |  |  |
| Nina          | Continúa    | Sentenciada  | Continua    | Eliminada   | Regresa     | Finalista  |  |  |  |  |  |  |  |  |  |  |  |  |  |  |  |  |  |  |  |  |  |  |  |  |  |  |  |  |  |  |  |  |  |  |  |  |  |  |  |  |  |  |  |  |  |  |  |  |  |  |  |  |  |  |
| Kennedy       | Sentenciado | Continúa     | Sentenciado | Continúa    | Eliminado   |            |  |  |  |  |  |  |  |  |  |  |  |  |  |  |  |  |  |  |  |  |  |  |  |  |  |  |  |  |  |  |  |  |  |  |  |  |  |  |  |  |  |  |  |  |  |  |  |  |  |  |  |  |  |  |
| Ivens         | Sentenciado | Sentenciado  | Continúa    | Continúa    | Eliminado   |            |  |  |  |  |  |  |  |  |  |  |  |  |  |  |  |  |  |  |  |  |  |  |  |  |  |  |  |  |  |  |  |  |  |  |  |  |  |  |  |  |  |  |  |  |  |  |  |  |  |  |  |  |  |  |
| Cristián      | Continúa    | Continúa     | Continúa    | Eliminado   |             |            |  |  |  |  |  |  |  |  |  |  |  |  |  |  |  |  |  |  |  |  |  |  |  |  |  |  |  |  |  |  |  |  |  |  |  |  |  |  |  |  |  |  |  |  |  |  |  |  |  |  |  |  |  |  |
| Rhaira/Julián | Continúan   | Sentenciados | Eliminados  |             |             |            |  |  |  |  |  |  |  |  |  |  |  |  |  |  |  |  |  |  |  |  |  |  |  |  |  |  |  |  |  |  |  |  |  |  |  |  |  |  |  |  |  |  |  |  |  |  |  |  |  |  |  |  |  |  |
| Romário       | Continúan   | Abandono     |             |             |             |            |  |  |  |  |  |  |  |  |  |  |  |  |  |  |  |  |  |  |  |  |  |  |  |  |  |  |  |  |  |  |  |  |  |  |  |  |  |  |  |  |  |  |  |  |  |  |  |  |  |  |  |  |  |  |
| Igor          | Eliminado   |              |             |             |             |            |  |  |  |  |  |  |  |  |  |  |  |  |  |  |  |  |  |  |  |  |  |  |  |  |  |  |  |  |  |  |  |  |  |  |  |  |  |  |  |  |  |  |  |  |  |  |  |  |  |  |  |  |  |  |

## Tabla estadística
| Pedro & Candela              | 38 | 40                   | 40                   | 40                   | 36                   | 40                   | Ganadores            |                      |                      |
| Facundo P. & Juliana         | 37 | 39                   | 37                   | 40                   | 40                   | 36                   | Sub-campeones        |                      |                      |
| Agustín & Paula              | 37 | 37                   | 39                   | 38                   | 40                   | 37                   | Finalistas           |                      |                      |
| Facundo O. & Florencia C.    | 33 | 38                   | 37                   | 40                   | 40                   | 36                   | Finalistas           |                      |                      |
| Rodrigo & Bianca             | 36 | 38                   | 34                   | 36                   | 40                   | 34                   | Finalistas           |                      |                      |
| Augusto & Valentina          | 37 | 38                   | 36                   | 34                   | 39                   | 34                   | Finalistas           |                      |                      |
| Joaquín & Clarisa            | 32 | 37                   | 34                   | 40                   | 35                   | 33                   | Finalistas           |                      |                      |
| Ramiro & Florencia C.        | 38 | 40                   | 32                   | 40                   | 36                   | 33                   | Finalistas           |                      |                      |
| Matías & Zaira               | 34 | 33                   | 36                   | 36                   | 5.ª P.E              | 32                   | Finalistas           |                      |                      |
| Cristian & Valentina         | 32 | 38                   | 33                   | 38                   | 34                   | 7.ª Pareja eliminada | 7.ª Pareja eliminada | 7.ª Pareja eliminada |                      |
| Iván & Julieta S.            | 32 | 36                   | 40                   | 37                   | 35                   | 6.ª Pareja eliminada | 6.ª Pareja eliminada | 6.ª Pareja eliminada |                      |
| Franco & Agostina            | 33 | 40                   | 38                   | 36                   | 4.ª Pareja eliminada | 4.ª Pareja eliminada | 4.ª Pareja eliminada | 4.ª Pareja eliminada |                      |
| Aaron & Julieta D.           | 37 | 36                   | 32                   | 3.ª Pareja eliminada | 3.ª Pareja eliminada | 3.ª Pareja eliminada | 3.ª Pareja eliminada | 3.ª Pareja eliminada | 3.ª Pareja eliminada |
| Facundo & Florencia S.       | 33 | 35                   | 2.ª Pareja eliminada | 2.ª Pareja eliminada | 2.ª Pareja eliminada | 2.ª Pareja eliminada | 2.ª Pareja eliminada | 2.ª Pareja eliminada |                      |
| Ignacio & Magalí             | 32 | 1.ª Pareja eliminada | 1.ª Pareja eliminada | 1.ª Pareja eliminada | 1.ª Pareja eliminada | 1.ª Pareja eliminada | 1.ª Pareja eliminada | 1.ª Pareja eliminada |                      |
| Puntaje mínimo para salvarse | 33 | 37                   | 34                   | 37                   | 37                   | —                    | —                    |                      |                      |

- Puntaje más alto.
- Sentenciados y salvados por el jurado.
- Sentenciados, enviados al voto telefónico y salvados.
- Sentenciados, enviados al voto telefónico y eliminados.

### Mejores y peores performances
| Ritmo         | Parejas                                                                                                | Mejor puntaje | Parejas                                                                    | Peor puntaje |
| ------------- | --- | ------------- | -------------------------------------------------------------------------- | ------------ |
| Reguetón      | Ramiro & Florencia C. Pedro & Candela                                                                  | 38            | Iván & Julieta S. Cristian & Valentina Joaquín & Clarisa Ignacio & Magallí | 32           |
| Axé           | Franco & Agostina Ramiro & Florencia C. Pedro & Candela                                                | 40            | Matías & Zaira                                                             | 33           |
| Rock and roll | Pedro & Candela Iván & Julieta S.                                                                      | 40            | Ramiro & Florencia C.                                                      | 32           |
| Cumbia        | Ramiro & Florencia C. Joaquín & Clarisa Facundo O. & Florencia C. Facundo P. & Juliana Pedro & Candela | 40            | Augusto & Valentina                                                        | 34           |
| Música Disco  | Rodrigo & Bianca Facundo O. & Florencia C. Agustín & Paula Facundo P. & Juliana                        | 40            | Cristian & Valentina                                                       | 34           |
| Cuarteto      | Pedro & Candela                                                                                        | 40            | Matías & Zaira                                                             | 32           |

## Seguimiento

### 1.ª Gala:Reguetón
| Canciones y puntajes | Canciones y puntajes                      | Canciones y puntajes                         | Canciones y puntajes | Canciones y puntajes | Canciones y puntajes | Canciones y puntajes | Canciones y puntajes | Canciones y puntajes |
| Fecha                | Participantes                             | Canción interpretada                         | Puntajes             | Puntajes             | Puntajes             | Puntajes             | Total                |                      |
| Fecha                | Participantes                             | Canción interpretada                         | LF                   | RR                   | CB                   | MÁC                  | Total                |                      |
| -------------------- | ----------------------------------------- | -------------------------------------------- | -------------------- | -------------------- | -------------------- | -------------------- | -------------------- | -------------------- |
| Jueves 7/5           | Franco García & Agostina Payrola          | «Baila morena», Héctor y Tito                | 9                    | 8                    | 8                    | 8                    | 33                   |                      |
| Jueves 7/5           | Matías Pérez & Zaira Fuentecilla          | «Ahora es», Wisin y Yandel                   | 9                    | 8                    | 8                    | 9                    | 34                   |                      |
| Jueves 7/5           | Rodrigo Folino & Bianca Santia            | «Rompe», Daddy Yankee                        | 9                    | 8                    | 9                    | 10                   | 36                   |                      |
| Jueves 7/5           | Cristian Hinni & Valentina Rodríguez      | «Llamado de emergencia», Daddy Yankee        | 8                    | 8                    | 8                    | 8                    | 32                   |                      |
| Jueves 7/5           | Facundo Oviedo & Florencia Custiriano     | «Seguroski», Daddy Yankee                    | 8                    | 8                    | 8                    | 9                    | 33                   |                      |
| Jueves 7/5           | Pedro Maurizi & Candela Rodríguez         | «»,                                          | 9                    | 9                    | 10                   | 10                   | 38                   |                      |
| Jueves 7/5           | Ramiro Bassi & Florencia Cosoli           | «Rakata», Wisin & Yandel                     | 9                    | 9                    | 10                   | 10                   | 38                   |                      |
| Viernes 8/5          | Iván Padín & Julieta Sacher               | «King Daddy», Daddy Yankee                   | 8                    | 8                    | 8                    | 8                    | 32                   |                      |
| Viernes 8/5          | Augusto Fernández & Valentina Balbi       | «La Vecinita», Vico C                        | 9                    | 9                    | 10                   | 9                    | 37                   |                      |
| Viernes 8/5          | Facundo Pérez & Juliana Mansilla          | «Dile», Don Omar                             | 10                   | 9                    | 9                    | 9                    | 37                   |                      |
| Viernes 8/5          | Aaron Lorenzo & Julieta Demir             | «Conteo», Don Omar                           | 9                    | 9                    | 9                    | 10                   | 37                   |                      |
| Viernes 8/5          | Joaquín Alfonso & Clarisa Souto           | «Drop It on Me», Daddy Yankee y Ricky Martin | 8                    | 8                    | 8                    | 8                    | 32                   |                      |
| Viernes 8/5          | Agustín Pierobon & Paula Bosch            | «Machucando», Daddy Yankee                   | 9                    | 9                    | 10                   | 9                    | 37                   |                      |
| Viernes 8/5          | Facundo De Los Ríos & Florencia Sarmiento | «Ella me levantó», Daddy Yankee              | 9                    | 8                    | 8                    | 8                    | 33                   |                      |
| Viernes 8/5          | Ignacio Molina & Magalí Carrillo          | «Lo que pasó, pasó», Daddy Yankee            | 8                    | 8                    | 8                    | 8                    | 32                   |                      |

- Mejor puntaje: Pedro Maurizi & Candela Rodríguez, Florencia Cosoli & Ramiro Bassi (38)
- Sentenciados: Cristian Hinni & Valentina Rodríguez (32), Julieta Sacher & Iván Padín (32), Clarisa Souto & Joaquín Alfonso (32), Magalí Carrillo & Ignacio Molina (32)
- Salvados por el jurado: Julieta Sacher & Iván Padín, Clarisa Souto & Joaquín Alfonso
- Salvados por el público: Cristian Hinni & Valentina Rodríguez
- Eliminado: Magalí Carrillo & Ignacio Molina

### 2.ª Gala:Axé
| Canciones y puntajes | Canciones y puntajes                      | Canciones y puntajes                 | Canciones y puntajes | Canciones y puntajes | Canciones y puntajes | Canciones y puntajes | Canciones y puntajes | Canciones y puntajes |
| Fecha                | Participantes                             | Canción interpretada                 | Puntajes             | Puntajes             | Puntajes             | Puntajes             | Total                |                      |
| Fecha                | Participantes                             | Canción interpretada                 | LF                   | RR                   | CB                   | MÁC                  | Total                |                      |
| -------------------- | ----------------------------------------- | ------------------------------------ | -------------------- | -------------------- | -------------------- | -------------------- | -------------------- | -------------------- |
| Jueves 14/5          | Matías Pérez & Zaira Fuentecilla          | «Onda Onda», Axé Bahía               | 8                    | 8                    | 9                    | 8                    | 33                   |                      |
| Jueves 14/5          | Augusto Fernández & Valentina Balbi       | «Ralando o Tchan», É o Tchan!        | 9                    | 9                    | 10                   | 10                   | 38                   |                      |
| Jueves 14/5          | Rodrigo Folino & Bianca Santia            | «Tchan Na Selva», É o Tchan!         | 10                   | 9                    | 9                    | 10                   | 38                   |                      |
| Jueves 14/5          | Aaron Lorenzo & Julieta Demir             | «É O Tchan No Havai», É o Tchan!     | 9                    | 9                    | 9                    | 9                    | 36                   |                      |
| Jueves 14/5          | Facundo Oviedo & Florencia Custiriano     | «Na Boquiña Da Garrafa», Axé Bahía   | 10                   | 9                    | 9                    | 10                   | 38                   |                      |
| Viernes 15/5         | Pedro Maurizi & Candela Rodríguez         | «Bambolê», É o Tchan!                | 10                   | 10                   | 10                   | 10                   | 40                   |                      |
| Viernes 15/5         | Iván Padín & Julieta Sacher               | «Na Manteiga», Axé Bahía             | 9                    | 9                    | 9                    | 9                    | 36                   |                      |
| Viernes 15/5         | Agustín Pierobon & Paula Bosch            | «Dança do Bumbum», É o Tchan!        | 9                    | 9                    | 9                    | 10                   | 37                   |                      |
| Viernes 15/5         | Facundo Pérez & Juliana Mansilla          | «Gol De Placa», É o Tchan!           | 10                   | 10                   | 10                   | 9                    | 39                   |                      |
| Viernes 15/5         | Franco García & Agostina Payrola          | «»,                                  | 10                   | 10                   | 10                   | 10                   | 40                   |                      |
| Viernes 15/5         | Ramiro Bassi & Florencia Cosoli           | «A Dança da Sensual», Cheiro de Amor | 10                   | 10                   | 10                   | 10                   | 40                   |                      |
| Viernes 15/5         | Joaquín Alfonso & Clarisa Souto           | «Disque Tchan», É o Tchan!           | 10                   | 9                    | 9                    | 9                    | 37                   |                      |
| Viernes 15/5         | Facundo De Los Ríos & Florencia Sarmiento | «Flinstchan», É o Tchan!             | 9                    | 8                    | 9                    | 9                    | 35                   |                      |
| Viernes 15/5         | Cristian Hinni & Valentina Rodríguez      | «Rebolea», Axé Bahía                 | 9                    | 9                    | 10                   | 10                   | 38                   |                      |

- Mejor puntaje: Pedro Maurizi & Candela Rodríguez, Franco García & Agostina Payrola, Ramiro Bassi & Florencia Cosoli (40)
- Sentenciados: Matías Pérez & Zaira Fuentecilla (33), Facundo De Los Ríos & Florencia Sarmiento (35), Aaron Lorenzo & Julieta Demir (36), Iván Padín & Julieta Sacher (36)
- Salvados por el jurado: Áaron Lorenzo & Julieta Demir, Iván Padín & Julieta Sacher
- Salvados por el público: Matías Pérez & Zaira Fuentecilla
- Eliminado: Facundo De Los Ríos & Florencia Sarmiento

### 3.ª Gala:Rock and roll
| Canciones y puntajes | Canciones y puntajes                  | Canciones y puntajes                   | Canciones y puntajes | Canciones y puntajes | Canciones y puntajes | Canciones y puntajes | Canciones y puntajes | Canciones y puntajes |
| Fecha                | Participantes                         | Canción interpretada                   | Puntajes             | Puntajes             | Puntajes             | Puntajes             | Total                |                      |
| Fecha                | Participantes                         | Canción interpretada                   | LF                   | RR                   | CB                   | MÁC                  | Total                |                      |
| -------------------- | ------------------------------------- | -------------------------------------- | -------------------- | -------------------- | -------------------- | -------------------- | -------------------- | -------------------- |
| Viernes 22/5         | Ramiro Bassi & Florencia Cosoli       | «»,                                    | 8                    | 8                    | 8                    | 8                    | 32                   |                      |
| Viernes 22/5         | Franco García & Agostina Payrola      | «Jailhouse Rock», Elvis Presley        | 10                   | 9                    | 9                    | 10                   | 38                   |                      |
| Viernes 22/5         | Rodrigo Folino & Bianca Santia        | «Rock Around the Clock», Bill Haley    | 9                    | 8                    | 8                    | 9                    | 34                   |                      |
| Viernes 22/5         | Pedro Maurizi & Candela Rodríguez     | «Blue Suede Shoes», Elvis Presley      | 10                   | 10                   | 10                   | 10                   | 40                   |                      |
| Viernes 22/5         | Augusto Fernández & Valentina Balbi   | «Great Balls of Fire», Jerry Lee Lewis | 9                    | 9                    | 9                    | 9                    | 36                   |                      |
| Viernes 22/5         | Facundo Pérez & Juliana Mansilla      | «Hound Dog», Elvis Presley             | 9                    | 10                   | 9                    | 9                    | 37                   |                      |
| Viernes 22/5         | Agustín Pierobon & Paula Bosch        | «Tutti Frutti», Little Richard         | 9                    | 10                   | 10                   | 10                   | 39                   |                      |
| Viernes 22/5         | Facundo Oviedo & Florencia Custiriano | «»,                                    | 9                    | 9                    | 9                    | 10                   | 37                   |                      |
| Viernes 22/5         | Joaquín Alfonso & Clarisa Souto       | «All Shook Up», Elvis Presley          | 9                    | 8                    | 8                    | 9                    | 34                   |                      |
| Viernes 22/5         | Cristian Hinni & Valentina Rodríguez  | «Footloose», Kenny Loggins             | 8                    | 8                    | 8                    | 9                    | 33                   |                      |
| Viernes 22/5         | Aaron Lorenzo & Julieta Demir         | «»,                                    | 8                    | 8                    | 8                    | 8                    | 32                   |                      |
| Viernes 22/5         | Iván Padín & Julieta Sacher           | «»,                                    | 10                   | 10                   | 10                   | 10                   | 40                   |                      |
| Viernes 22/5         | Matías Pérez & Zaira Fuentecilla      | «»,                                    | 9                    | 9                    | 9                    | 9                    | 36                   |                      |

- Mejor puntaje: Pedro Maurizi & Candela Rodríguez, Julieta Sacher & Iván Padín (40)
- Sentenciados: Ramiro Bassi & Florencia Cosoli (32), Aaron Lorenzo & Julieta Demir (32), Cristian Hinni & Valentina Rodríguez (33)
- Salvados por el jurado: Ramiro Bassi & Florencia Cosoli
- Salvados por el público: Cristian Hinni & Valentina Rodríguez
- Eliminado: Aaron Lorenzo & Julieta Demir

### 4.ª Gala:Cumbia[n 1]
| Canciones y puntajes | Canciones y puntajes | Canciones y puntajes | Canciones y puntajes | Canciones y puntajes | Canciones y puntajes | Canciones y puntajes | Canciones y puntajes |
| Fecha                | Participantes        | Puntajes             | Puntajes             | Puntajes             | Puntajes             | Total                |                      |
| Fecha                | Participantes        | LF                   | RR                   | CB                   | MÁC                  | Total                |                      |
| -------------------- | -------------------- | -------------------- | -------------------- | -------------------- | -------------------- | -------------------- | -------------------- |
| Viernes 29/5         | Valentina y Augusto  | '                    | 9                    | 9                    | 8                    | 26                   |                      |
| Viernes 29/5         | Paula y Agustin      | '                    | 10                   | 9                    | 10                   | 29                   |                      |
| Viernes 29/5         | Candela y Pedro      | '                    | 10                   | 10                   | 10                   | 30                   |                      |
| Viernes 29/5         | Florencia y Facundo  | '                    | 10                   | 10                   | 10                   | 30                   |                      |
| Viernes 29/5         | '                    |                      |                      |                      |                      |                      |                      |
| Viernes 29/5         | '                    | '                    |                      |                      |                      |                      |                      |
| Viernes 29/5         | '                    | '                    |                      |                      |                      |                      |                      |
| Viernes 29/5         | '                    | '                    |                      |                      |                      |                      |                      |
| Viernes 29/5         | '                    | '                    |                      |                      |                      |                      |                      |
| Viernes 29/5         | '                    | '                    |                      |                      |                      |                      |                      |
| Viernes 29/5         | '                    | '                    |                      |                      |                      |                      |                      |
| Viernes 29/5         | '                    | '                    |                      |                      |                      |                      |                      |

1. ↑  En este ritmo hubo doble eliminación.

- Mejor puntaje:
- Sentenciados:
- Salvados por el jurado:
- Salvados por el público:
- Eliminado:

### 5.ª Gala:Música Disco[n 1]
| Canciones y puntajes | Canciones y puntajes | Canciones y puntajes | Canciones y puntajes | Canciones y puntajes | Canciones y puntajes | Canciones y puntajes | Canciones y puntajes | Canciones y puntajes |
| Fecha                | Participantes        | Canción interpretada | Puntajes             | Puntajes             | Puntajes             | Puntajes             | Total                |                      |
| Fecha                | Participantes        | Canción interpretada | LF                   | RR                   | CB                   | MÁC                  | Total                |                      |
| -------------------- | -------------------- | -------------------- | -------------------- | -------------------- | -------------------- | -------------------- | -------------------- | -------------------- |
| Viernes 5/6          | '                    | «»,                  |                      |                      |                      | '                    |                      |                      |
| Viernes 5/6          | '                    | «»,                  |                      |                      |                      | '                    |                      |                      |
| Viernes 5/6          | '                    | «»,                  |                      |                      |                      | '                    |                      |                      |
| Viernes 5/6          | '                    | «»,                  |                      |                      |                      | '                    |                      |                      |
| Viernes 5/6          | '                    | «»,                  |                      |                      |                      | '                    |                      |                      |
| Viernes 5/6          | '                    | «»,                  |                      |                      |                      | '                    |                      |                      |
| Viernes 5/6          | '                    | «»,                  |                      |                      |                      | '                    |                      |                      |
| Viernes 5/6          | '                    | «»,                  |                      |                      |                      | '                    |                      |                      |
| Viernes 5/6          | '                    | «»,                  |                      |                      |                      | '                    |                      |                      |
| Viernes 5/6          | '                    | «»,                  |                      |                      |                      | '                    |                      |                      |

1. ↑  En este ritmo hubo doble eliminación.

- Mejor puntaje:
- Sentenciados:
- Salvados por el jurado:
- Salvados por el público:
- Eliminado:

### Repechaje
- El día viernes 12 de junio se llevó a cabo el repechaje del Bailando por un sueño Kids en donde participaron todas las parejas eliminadas. Solamente 1 pareja podrá reingresar a la competencia, y será elegida por el jurado.

| Viernes 12/6 | ' & |  | «», |  |
| Viernes 12/6 | ' & |  | «», |  |
| Viernes 12/6 | ' & |  | «», |  |
| Viernes 12/6 | ' & |  | «», |  |
| Viernes 12/6 | ' & |  | «», |  |
| Viernes 12/6 | ' & |  | «», |  |
| Viernes 12/6 | ' & |  | «», |  |

- Elegidos por el jurado: Matías Pérez & Zaira Fuentecilla
- Eliminados:

### Final:Cuarteto
| Canciones y puntajes | Canciones y puntajes | Canciones y puntajes | Canciones y puntajes | Canciones y puntajes | Canciones y puntajes | Canciones y puntajes | Canciones y puntajes | Canciones y puntajes |
| Fecha                | Participantes        | Canción interpretada | Puntajes             | Puntajes             | Puntajes             | Puntajes             | Total                |                      |
| Fecha                | Participantes        | Canción interpretada | LF                   | RR                   | VA                   | MÁC                  | Total                |                      |
| -------------------- | -------------------- | -------------------- | -------------------- | -------------------- | -------------------- | -------------------- | -------------------- | -------------------- |
| Viernes 19/6         | 6                    | «»,                  | 8                    | ?                    | 6                    |                      |                      |                      |
| Viernes 19/6         | '                    | «»,                  | '                    | '                    | '                    |                      |                      |                      |
| Viernes 19/6         | '                    | «»,                  | '                    | '                    | '                    |                      |                      |                      |
| Viernes 19/6         | '                    | «»,                  | '                    | '                    | '                    |                      |                      |                      |
| Viernes 19/6         | '                    | «»,                  | '                    | '                    | '                    |                      |                      |                      |
| Viernes 19/6         | '                    | «»,                  | '                    | '                    | '                    |                      |                      |                      |
| Viernes 19/6         | '                    | «»,                  | '                    | '                    | '                    |                      |                      |                      |
| Viernes 19/6         | '                    | «»,                  | '                    | '                    | '                    |                      |                      |                      |

1. ↑  El mecanismo de puntuación cambió, solo se conocía el puntaje de Miguel Ángel Cherutti; y el puntaje de Laura Fidalgo, Reina Reech, Valeria Archimó era secreto y al final de la ronda será revelado, en donde la pareja con mayor puntuación es la ganadora del Bailando por un sueño Kids.
2. ↑  Puntajes puestos por Valeria Archimó, en reemplazo de Carmen Barbieri.

- Campeones: Pedro Maurizi y Candela Rodríguez
- Sub-Campeones:
- Finalistas:

## Índices de audiencia
| Jueves  | 10:30 p. m. | 7 de mayo de 2009   | 29.6 | 56.6% | 2.865.000 |
| Viernes | 10:30 p. m. | 8 de mayo de 2009   | 27.1 | 52.8% | 2.623.000 |
| Jueves  | 10:30 p. m. | 14 de mayo de 2009  | 22.0 | 49.6% | 2.129.000 |
| Viernes | 10:30 p. m. | 15 de mayo de 2009  | 19.8 | 43.7% | 1.916.000 |
| Viernes | 9:30 p. m.  | 22 de mayo de 2009  | 18.1 | 48.4% | 1.752.000 |
| Viernes | 9:30 p. m.  | 29 de mayo de 2009  | 14.9 | 50.1% | 1.442.000 |
| Viernes | 9:30 p. m.  | 5 de junio de 2009  | 13.1 | 40.0% | 1.268.000 |
| Viernes | 9:30 p. m.  | 12 de junio de 2009 | 10.1 | 36.0% | 977.000   |
| Viernes | 9:30 p. m.  | 19 de junio de 2009 | 12.1 | 39.2% | 1.171.000 |

Notas
     Capítulo más visto.
     Capítulo menos sintonizado.